# Crumomyia microps
Crumomyia microps är en tvåvingeart som beskrevs av Rohacek och Papp 2000. Crumomyia microps ingår i släktet Crumomyia och familjen hoppflugor.
Artens utbredningsområde är Österrike. Inga underarter finns listade i Catalogue of Life.